# Saskatchewan Landing Provincial Park
Saskatchewan Landing Provincial Park är en park i Kanada.   Den ligger i provinsen Saskatchewan, i den södra delen av landet, 2 500 km väster om huvudstaden Ottawa. Saskatchewan Landing Provincial Park ligger 551 meter över havet.
Terrängen runt Saskatchewan Landing Provincial Park är huvudsakligen platt, men österut är den kuperad. Saskatchewan Landing Provincial Park ligger nere i en dal. Trakten runt Saskatchewan Landing Provincial Park är nära nog obefolkad, med mindre än två invånare per kvadratkilometer..
Trakten runt Saskatchewan Landing Provincial Park består i huvudsak av gräsmarker.